# Scotiaster inornatus
Scotiaster inornatus is een zeester uit de familie Ganeriidae.
De wetenschappelijke naam van de soort werd in 1907 gepubliceerd door René Koehler.